# 罗克萨娜·扎尔
罗克萨娜·扎尔（英語：Roxana Zal，1969年11月8日—），女，美国演员。曾获得黄金时段艾美奖迷你影集／电视电影最佳女配角。